# Bhayavadar
Bhayavadar là một thành phố và khu đô thị của quận Rajkot thuộc bang Gujarat, Ấn Độ.

## Địa lý
Bhayavadar có vị trí 21°51′B 70°15′Đ / 21,85°B 70,25°Đ Nó có độ cao trung bình là 71 mét (232 foot).

## Nhân khẩu
Theo điều tra dân số năm 2001 của Ấn Độ, Bhayavadar có dân số 18.246 người. Phái nam chiếm 51% tổng số dân và phái nữ chiếm 49%. Bhayavadar có tỷ lệ 67% biết đọc biết viết, cao hơn tỷ lệ trung bình toàn quốc là 59,5%: tỷ lệ cho phái nam là 72%, và tỷ lệ cho phái nữ là 61%. Tại Bhayavadar, 11% dân số nhỏ hơn 6 tuổi.